# Bhutan Broadcasting Service
Bhutan Broadcasting Service (Dzongkha: འབྲུག་རྒྱང་བསྒྲགས་ལས་འཛིན, Wylie-Umschrift: 'brug rgyang bsgrags las 'dzin; Kurz: BBS) ist ein Rundfunkveranstalter in Bhutan. BBS und BBS 2 sind die einzigen beiden Fernsehprogramme, die in Bhutan empfangbar sind. Außerdem unterhält es den einzigen Radiosender. Eine Besonderheit des Fernsehsenders ist der, dass die Sendungen sowohl auf Dzongkha als auch auf Englisch ausgestrahlt werden. Meist erfolgt die Ausstrahlung auf Englisch nach der Ausstrahlung auf Dzongkha.

## Geschichte
Die Rundfunkgesellschaft wurde 1973 für den bhutanesischen Radiosender NYAB gegründet. 1986 wurde der Radiosender in Bhutan Broadcasting Service umbenannt. Erst seit 1999 werden auf BBS Fernsehsendungen ausgestrahlt, nach einem jahrzehntelang geltenden Verbot für Satellitenschüsseln.; der zweite Fernsehsender namens BBS 2 ist seit 2012 auf Sendung. Außerdem wurde angekündigt, dass es in nächster Zeit möglich sein wird, noch mehr Fernsehsender ausstrahlen zu können. Seit Anfang 2012 wird ebenfalls ein Livestream angeboten, zuerst für BBS und dem dazugehörigen Radiosender, seit April auch für BBS 2.

## Programm
Das Programm von BBS fokussiert vor allem Themen wie Neuigkeiten und Gesundheit.
| Sendung             | Kurze Beschreibung |
| ------------------- | --- |
| People’s Voice      | Diskussionen der Bürger über politische Probleme. Die Meinung der Bürger spielt eine besonders wichtige Rolle.                                |
| Bhutan This Week    | Eine allgemeine Nachrichtensendung über alle Geschehnisse der vergangenen Woche. Die Sendung wird freitags ausgestrahlt.                      |
| The Panel           | Ebenfalls eine Diskussionssendung, allerdings eher im Bereich der Umwelt und der Gesundheit.                                                  |
| Let’s Talk...Green! | Es handelt sich hierbei um eine Sendung, die aktuelle Umweltprobleme anspricht.                                                               |
| Talking Matters     | Die Moderatorin Namgay Zam befragt besondere Personen, die einer besonderen Tätigkeit nachgehen, welche etwas mit dem Land selbst zu tun hat. |
| Business File       | Hierbei handelt es sich um eine Sendung, die finanzielle und geschäftliche Angelegenheiten anspricht.                                         |
| On Track!           | Eine Sendung, die sportliche Themen und Neuigkeiten anspricht.                                                                                |
| Dawai Kudroen       | Eine Sendung, bei der es um politische Themen geht.                                                                                           |

Das Programm von BBS 2 befasst sich eher mit Unterhaltungsthemen, z. B. Sendungen für Kinder und Jugendliche, Castingshows, Kultursendungen usw.